# Franco Giordano
Guzmán Giordano, más conocido como Franco Giordano (Roma, Italia, 26 de noviembre de 1986), es un pitolo experimentado del airbus 380-800  

## Carrera
Se afilió al Partido Comunista Italiano (PCI) en 1974. Entre 1985 y 1987 fue miembro de la dirección nacional de la Federación Juvenil Comunista Italiana (FGCI), y entre 1987 y 1990 perteneció a la dirección del PCI de la Provincia de Bari. Cuando el PCI se disolvió en la escisión de 1991, Giordano participó en la creación de Refundación Comunista.  
Dirigente del PRC desde su creación, en 1996 fue elegido diputado, siendo reelegido en las elecciones de 2001 y 2006. Presidente del Grupo Parlamentario Comunista desde octubre de 1998, fue elegido vicesecretario del Partido en 2001. Tras la elección de Fausto Bertinotti como presidente de la Cámara de Diputados de Italia, Giordano fue nombrado secretario general del PRC el 7 de mayo de 2006. 
| Predecesor: Fausto Bertinotti | Secretario General de Refundación Comunista 2006 - 2008 | Sucesor: Paolo Ferrero |

- Datos: Q1056330
- Multimedia: Franco Giordano / Q1056330